# Musée égyptologique
 (novembre 2016).
Si vous disposez d'ouvrages ou d'articles de référence ou si vous connaissez des sites web de qualité traitant du thème abordé ici, merci de compléter l'article en donnant les références utiles à sa vérifiabilité et en les liant à la section « Notes et références ».
Est considéré comme musée égyptologique tout musée possédant une importante collection d'antiquités égyptiennes.

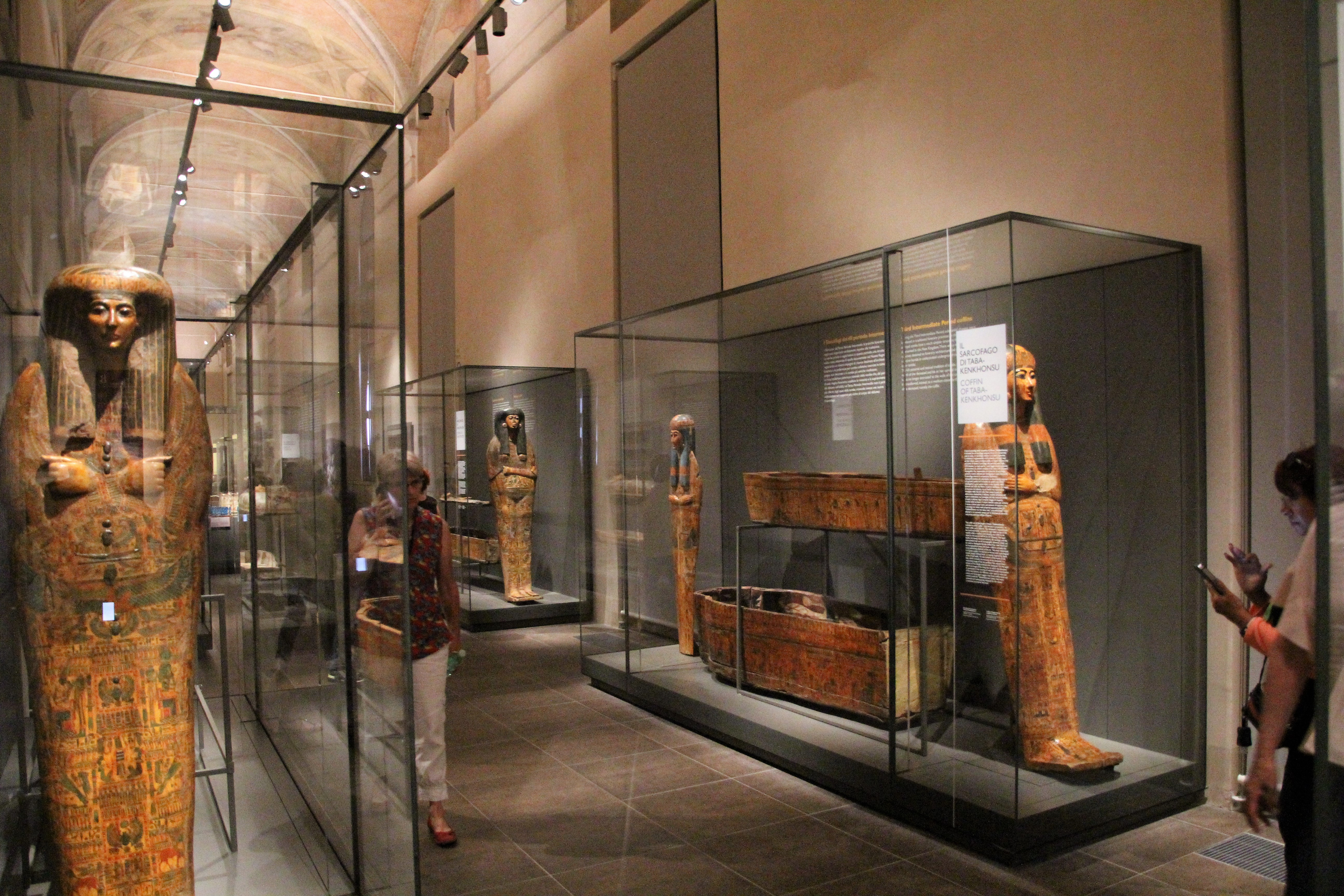
Musée égyptologique de Turin.

## Histoire
Les premiers collectionneurs d'antiquités égyptiennes sont les consuls résidant à Alexandrie ou au Caire. Méhémet Ali, un Albanais, gouverne l'Égypte pour le compte du sultan de Constantinople. Le pays est déchiré par la guerre civile. Deux consuls sont en poste au Caire : Henry Salt qui représente les intérêts de la Grande-Bretagne et Bernardino Drovetti consul de France. Chaque consul travaille avec un « explorateur ».
Salt travaille avec Giovanni Belzoni. Il est chargé, en 1815, de récupérer une tête qui se trouve dans le Ramesséum et de ramener toutes les antiquités qu'il peut acquérir. Le 18 octobre 1817, il découvre la tombe de Séthi Ier ; cette découverte a un grand retentissement dans la société occidentale. Il fait une copie du sarcophage et monte une exposition itinérante qui sillonne l'Europe (Londres, Saint Pétersbourg, Paris en 1822). Le sarcophage de Séthi Ier a été acquis par un collectionneur privé anglais (Lord Soames). Belzoni fouille le temple de Mout à Karnak, ce qui a pour conséquence la dispersion des statues de Sekhmet (déesse lionne assise). Il explore aussi Abou Simbel et la pyramide de Khéphren ; il est déçu de ne rien trouver mais découvre un graffito indiquant qu'un de ses prédécesseurs a été le fils de Saladin. Belzoni est un personnage très actif. En définitive, il exhume plus de 70 pièces qui sont envoyées au Caire. La question du devenir de ces collections se pose. Trois musées sont intéressés : Le Louvre pour la France, le British Museum pour les Britanniques et le musée égyptologique de Turin en Italie.
Le directeur général du Louvre est le comte Auguste de Forbin qui porte un grand intérêt à l'Égypte. Il demande à Jomard d'aller au British Museum pour voir comment sont entreposées les collections égyptiennes. En 1817, la salle d'Isis est inaugurée au Louvre et Forbin achète des pièces isolées, mais les académiciens donnent la primauté à l'art grec : Quatremère de Quincy trouve l'art égyptien barbare. Pendant ce temps, les caisses de Drovetti sont entreposées à Marseille, Gènes et Livourne.
Au même moment le gouvernement français achète le zodiaque de Dendérah (1822). Or Champollion montre que ce zodiaque ne date pas du Nouvel Empire, mais de l'époque gréco-romaine. Comme son achat a été fort onéreux, les caisses sont vides et la collection Drovetti est en définitive vendue au roi du Piémont, Charles-Félix de Savoie, pour le compte du musée de Turin. 
Drovetti offre à Charles X qui, lors de son accession au trône (1824-1830), veut créer un véritable musée royal, un naos et présente un sarcophage de la XXVIe dynastie. Le roi, très intéressé par les Antiquités, fait acheter par le Louvre les 2 500 pièces de la collection Durand en 1825. Il envoie Champollion en mission à Turin pour établir un catalogue raisonné de la collection Drovetti. Champollion apprend, à Florence, qu'une partie de la collection Salt est à vendre. En février 1826, il obtient que la seconde partie de cette collection soit achetée. Elle comprend 117 pièces.
Le 15 mai 1826, Charles X crée la division des antiquités égyptiennes au musée du Louvre ; il la confie à Jean-François Champollion.
Pendant ce temps, la seconde collection Drovetti est en souffrance à Marseille. Drovetti fait offrir à la France, par Méhémet Ali, une girafe et certains bijoux dont la bague aux chevaux. En 1827, la seconde partie de la collection Drovetti est enfin acquise par le Louvre ; plus de 107 pièces dont des chefs-d'œuvre d'orfèvrerie comme la coupe Djehouty et la statue colossale de Séthi II en porte-enseigne d'Amon.

## Principaux musées égyptologiques
Liste des vingt premiers musées ayant une importante collection d'antiquités égyptiennes.
| Musée                                                             | Ville, Pays                 | Nb d'objets égyptologiques |
| ----------------------------------------------------------------- | --------------------------- | -------------------------- |
| Musée du Caire                                                    | Le Caire, Égypte            | 120 000                    |
| British Museum                                                    | Londres, Grande-Bretagne    | 110 000                    |
| Ägyptisches Museum, Neues Museum                                  | Berlin, Allemagne           | 80 000                     |
| Musée Petrie d'archéologie égyptienne                             | Londres, Grande-Bretagne    | 80 000                     |
| Musée du Louvre                                                   | Paris, France               | 70 000                     |
| University of Pennsylvania Museum of Archaeology and Anthropology | Pennsylvanie, États-Unis    | 42 000                     |
| Musée des Beaux-Arts                                              | Boston, États-Unis          | 40 000                     |
| Metropolitan Museum of Art                                        | New York, États-Unis        | 36 000                     |
| Musée égyptologique                                               | Turin, Italie               | 32 500                     |
| Institut oriental                                                 | Chicago, États-Unis         | 30 000                     |
| World Museum                                                      | Liverpool, Grande-Bretagne  | 16 000                     |
| Manchester Museum                                                 | Manchester, Grande-Bretagne | 16 000                     |
| Musée archéologique                                               | Florence, Italie            | 14 000                     |
| Musée d'état d'art égyptien de Munich                             | Munich, Allemagne           | 8 000                      |
| Musée Roemer et Pelizaeus                                         | Hildesheim, Allemagne       | 8 000                      |
| Musée égyptien de Leipzig (de)                                    | Leipzig, Allemagne          | 8 000                      |
| Musée archéologique civique (it)                                  | Bologne, Italie             | 3 500                      |
| Musée des Beaux-Arts                                              | Lyon, France                | 2 600                      |
| Brooklyn Museum                                                   | Brooklyn, États-Unis        | 2 000                      |
| Ny Carlsberg Glyptotek                                            | Copenhague, Danemark        | 1 900                      |